# The Sheltering Sky (film)
The Sheltering Sky is een Brits-Italiaanse dramafilm uit 1990 onder regie van Bernardo Bertolucci. Het scenario is gebaseerd op de gelijknamige roman uit 1949 van de Amerikaanse auteur Paul Bowles.

## Verhaal
Het echtpaar Moresby gaat op zoek naar zichzelf tijdens reis in de woestijn van Algerije. Daarbij moeten ze het hoofd bieden aan lichamelijke en geestelijke ontbering. Ze hopen op een spannend avontuur, maar hun relatie ondergaat een beproeving.

## Rolverdeling
| Acteur                 | Personage                  |
| ---------------------- | -------------------------- |
| Debra Winger           | Kit Moresby                |
| John Malkovich         | Port Moresby               |
| Campbell Scott         | George Turner              |
| Jill Bennett           | Mevrouw Lyle               |
| Timothy Spall          | Eric Lyle                  |
| Éric Vu-An             | Belqassim                  |
| Amina Annabi           | Mahrnia                    |
| Philippe Morier-Genoud | Kapitein Broussard         |
| Sotigui Kouyaté        | Abdelkader                 |
| Tom Novembre           | Franse immigratieambtenaar |
| Ben Smaïl              | Smail                      |
| Kamel Cherif           | Kaartjesverkoper           |
| Mohammed Afifi         | Mohamed                    |
| Brahim Oubana          | Jonge Arabier              |
| Carolyn De Fonseca     | Juffrouw Ferry             |